# I'm Only Sleeping
«I'm Only Sleeping» es una canción de la banda de rock británico The Beatles que apareció en el álbum Revolver. Aunque la canción está acreditada como Lennon-McCartney, fue escrita principalmente por John Lennon.

## Antecedentes
La canción es la única que ofrece un doble solo de guitarra por George Harrison reproducido de forma invertida, así como un comprimido por vía electrónica de una pista de guitarra rítmica. El solo es coherente con el resto de la canción, porque Harrison hizo grandes esfuerzos para realizar la melodía completa en su solo invertido, de modo que cuando se invierte y es mezclada, encaja con el ambiente onírico del resto de la canción. El productor George Martin tardó seis horas para perfeccionar el solo de guitarra.
El efecto psicodélico de la canción se logró mediante el uso de varias velocidades en los tonos. La banda también añadió otro toque de ensueño: cuando Lennon canta "And after all, I'm only sleeping" ("Y después de todo, solo estoy durmiendo"), alrededor del minuto 1:57 de la canción , se escucha decir a Lennon, "Yawn, Paul ("Bosteza, Paul"). Después de esto se puede escuchar un bostezo a los 2:00 minutos de la canción.

## Versiones de la canción
- Una versión de "I'm Only Sleeping", fue el primer sencillo en solitario de Suggs, un cantante británico más conocido como el vocalista del grupo británico Madness. Lanzado en agosto de 1995, la canción alcanzó el n.º 7 en las listas británicas.
- En 2001, la canción fue utilizada para la película I am Sam por The Vines.
- En 2007, Straylight Run grabó una versión acústica de la canción como lado B de su álbum The Needles The Space.
- La canción aparece en el musical Maxwell's Silver Hammer donde el personaje de Maxwell empieza a soñar con el asesinato.
- Durante El John Lennon Tribute Night el 30 de septiembre de 2000, Stereophonics (Kelly Jones en la voz y guitarra, Richard Jones en el bajo y Stuart Cable en la batería), interpreta una versión acústica de la canción junto a Noel Gallagher y Gem Archer de Oasis.

## Personal
The Beatles
- John Lennon - voz principal, armonía vocal y guitarra acústica (Gibson J-160e con transporte en el sexto casillero).
- Paul McCartney - bajo (Rickenbacker 4001s), guitarra eléctrica al inversa (Epiphone Casino) y armonía vocal.
- George Harrison - guitarra acústica (Gibson J-160e con transporte en el sexto casillero), guitarra eléctrica al inversa (Fender Stratocaster) y armonía vocal.
- Ringo Starr - batería (Ludwig Super Classic).

Equipo de producción
- George Martin - producción.
- Geoff Emerick - ingeniería en sonido.

Personal por Ian MacDonald